# Semjén Zsolt plágiumügye
Semjén Zsolt plágiumügye 2012. november 18-án robbant ki, mikor a HVG című újság honlapja (Hvg.hu) közzétette, hogy a miniszterelnök-helyettes 1991-es, a Pázmány Péter Hittudományi Akadémián (ma Pázmány Péter Katolikus Egyetem Hittudományi Kar, PPKE HTK) megvédett „A New Age kihívása és az evangelizáció lehetősége” című teológiai témájú laureatus disszertációja jelentős mennyiségű szövegazonos átvételt, illetve szó szerinti fordítást tartalmaz korábban megjelent művekből, idézőjelek megfelelő használata nélkül. A summa cum laude minősítéssel megszerzett laureatus fokozatot a PPKE 1997-ben minősítette át a doktorit PhD fokozattá. November 19-én a Hvg.hu közölte, hogy jelentős átfedéseket találtak Semjén Zsolt 1992-es, az Eötvös Loránd Tudományegyetem (ELTE) Szociológia Tanszékére beadott „A New Age értelmezési kísérlete” című szakdolgozata és a doktori disszertáció között is. November 26-án és 29-én a Hvg.hu nyilvánosságra hozta, hogy Semjén szociológia-szakdolgozatának második kiadásában szereplő új szöveg jelentős egyezést mutat egykori konzulense, Molnár Attila Károly később publikálta munkáival.
Az ELTE Társadalomtudományi Karán (ELTE TÁTK) november 29-én felállt bizottság december 7-én nyilvánosságra hozott eredménye szerint kimondható, hogy Semjén Zsolt súlyos szakmai-etikai vétséget követett el, ugyanakkor sem az ELTE 1992-es tanulmányi és vizsgaszabályzata, sem az 1992-es, sem a 2012-es magyar törvények nem adnak lehetőséget, hogy bármilyen hivatalos eljárás induljon a megalapozatlanul kiállított egyetemi oklevél ügyében, így eljárásrend hiányában az egyetem részéről semmilyen következménye nincs az ügynek.

## Diagram

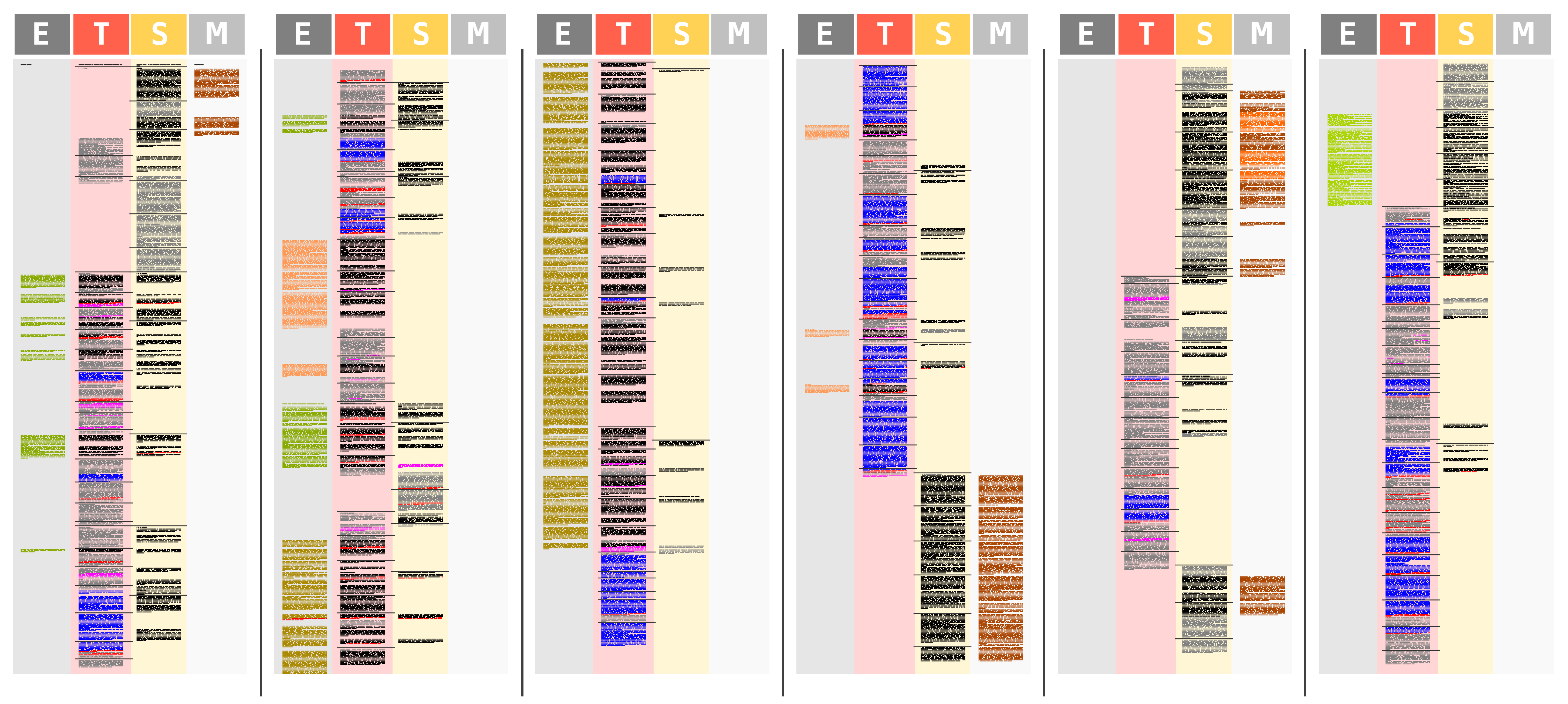
Átfedések Semjén dolgozataiban, illetve más szerzők munkáiban a Hvg.hu közlése alapján (2012. december 12-ével bezárólag)
E: Külső források., T: Semjén Zsolt 1991-es teológia laurea disszertációja („A New Age kihívása és az evangelizáció lehetősége”)., S: Semjén Zsolt 1992-es szociológia diplomamunkája., („A New Age értelmezési kísérlete”) második, Javított kiadás., M: Molnár Attila Károly két publikációja (1993, 1992/1999)
Külső források:
██ Stefan Üblackner: Der Traum vom "New Age". Stadt Gottes (1989) január, február, március
██ Helmuth von Glasenapp: "Az öt világvallás". Budapest, Gondolat, 1975
██ Lewis Spence: The Encyclopedia of the Occult. London, Bracken Books, 1988
██ Lothar Gassmann: New Age – Jön az egységes világvallás? Budapest, Primo – Evangéliumi Kiadó, 1991.
██ Szó szerinti idézetek, helyesen hivatkozva
Molnár Attila publikációi:
██ Molnár Attila: Az új vallási jelenségek, In: Valóság, 1993. 5. szám
██ Molnár Attila Károly: A vallás és politika napjainkban. 1992. In: Feljegyzések a Kaotikus Fegyházból. Budapest, Kairosz, 1999.
Jegyzetek Semjén munkáiban:
██ Referenciák
██ Jegyzetek

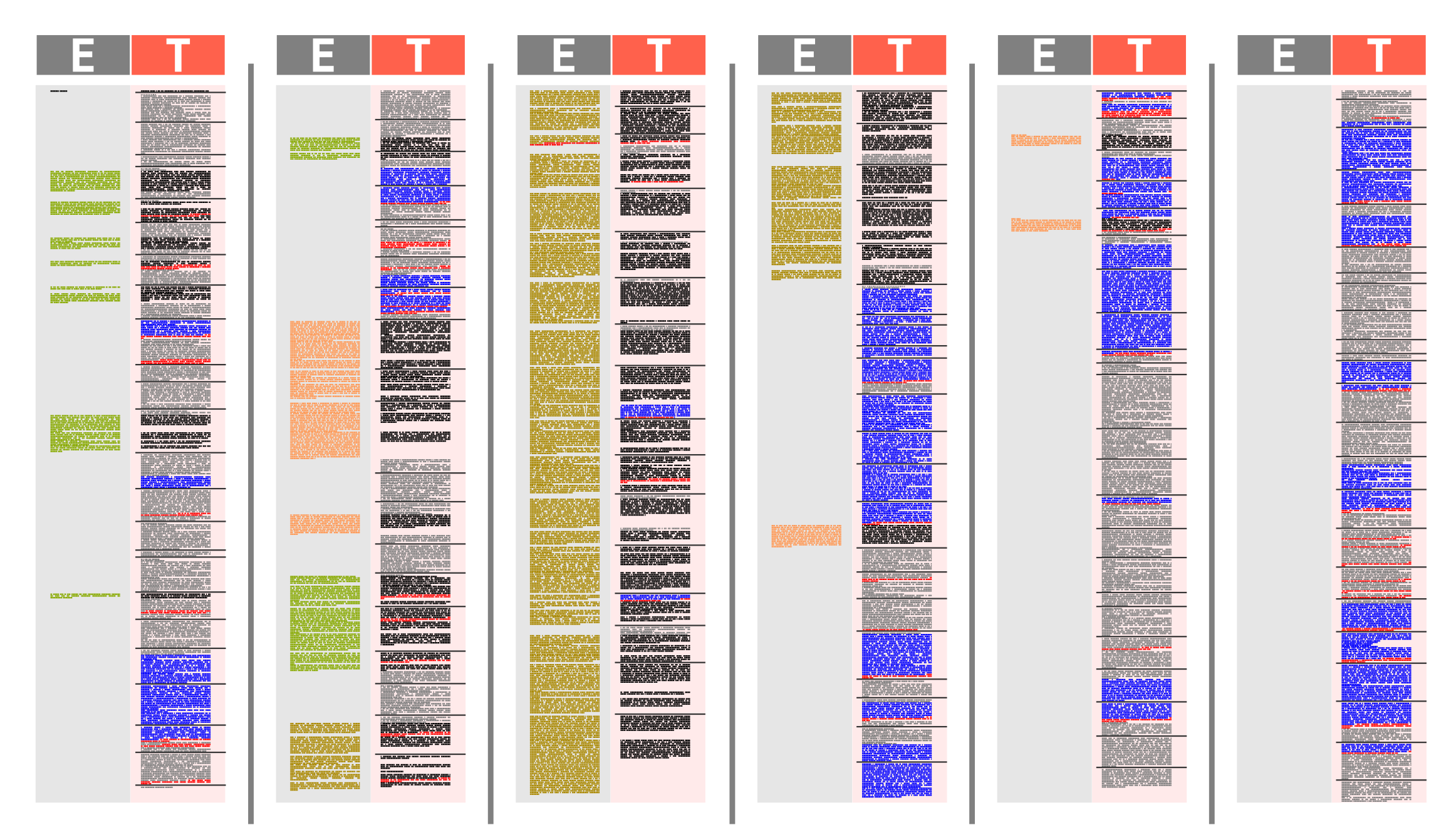
Semjén teológia disszertációja külön kiemelve

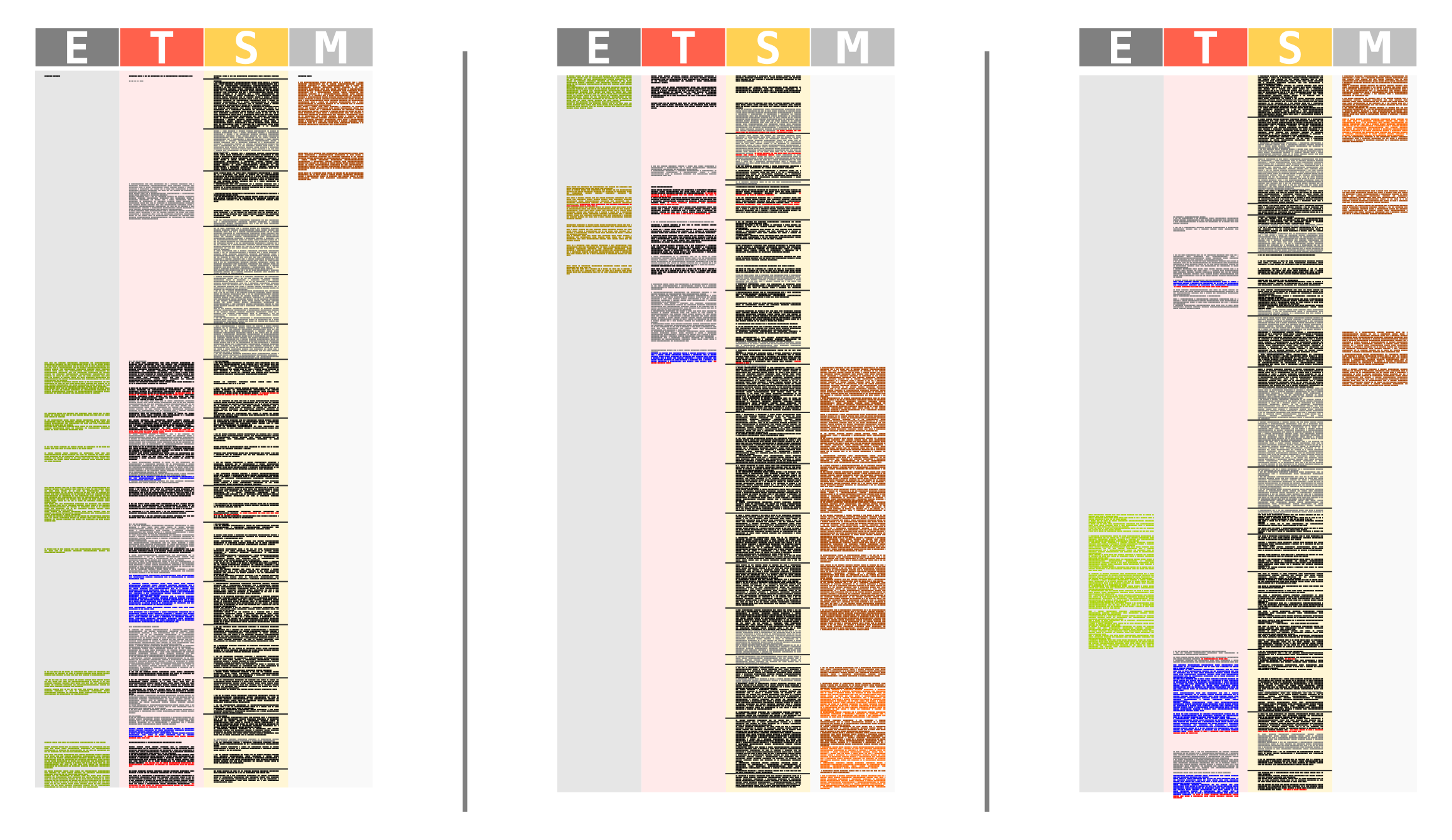
Semjén szociológia diplomamunkája külön kiemelve

## Semjén Zsolt dolgozataival összefüggésben megfogalmazott kérdések

### Plágiumvád a teológiai disszertációval kapcsolatban

Azonosított szöveghelyek Semjén Zsolt 1991-es laurea disszertációjában.
megjegyzendő, hogy ezen forrásokra néhány helyen található hivatkozás a szövegben

A plágiumügy 2012. november 18-án kezdődött, mikor a Hvg.hu közölt egy cikket, miszerint Semjén Zsolt miniszterelnök-helyettes 1991-es, a Pázmány Péter Hittudományi Akadémián megvédett „A New Age kihívása és az evangelizáció lehetősége” című teológiai témájú laureatus disszertációja jelentős mennyiségű szövegazonos átvételt, illetve szó szerinti fordítást tartalmaz korábban megjelent művekből, idézőjelek megfelelő használata nélkül.
A Hvg.hu szerint Semjén a következő forrásokból vett át nagyobb mennyiségű szöveget nem megfelelően hivatkozva azokra:
- Stefan Üblackner: Der Traum vom "New Age". Stadt Gottes (1989. január, február, március)
- Helmuth von Glasenapp: Az öt világvallás (Gondolat, Budapest, 1975)
- Lewis Spence: The Encyclopedia of the Occult (Bracken Books, London, 1988) Első kiadás: 1920.

A disszertáció továbbá több oldalt (a Hvg.hu szerint a dolgozat 25%-át) kitevő, ám megfelelően hivatkozott szó szerinti idézetet is tartalmaz.
Bár bírálói hiányosnak, elnagyoltnak látták Semjén dolgozatát, a bizottság mégis summa cum laude minősítéssel értékelte azt.

### Többszörös közlés vádja a szociológia szakdolgozattal kapcsolatban
November 19-én a Hvg.hu közzétette, hogy jelentős átfedéseket találtak Semjén Zsolt 1992-es, az ELTE Szociológia Tanszékére beadott „A New Age értelmezési kísérlete” című szakdolgozata és a teológia laureatus disszertációja között is. Az 1992-es szociológia szakdolgozatba forrásmegjelölés nélkül több helyen olyan szövegrészletek is átkerültek, melyek a teológiai disszertációban még helyes hivatkozással szerepeltek. A teológiai disszertáció nem szerepel a szociológia szakdolgozat bibliográfiájában.
A többszörös publikáció a tudományos életben etikai vétségnek számít.
A Hvg.hu tudósítása szerint az ELTE-n Semjén Zsolt diplomamunkája 1992-ben vitát váltott ki a bírálók körében. A vitát az váltotta ki, hogy a dolgozat nem illett a szociológiai intézet profiljába, illetve a munka szakmai színvonalát is kifogásolták. A szakdolgozat egyik bírálója elégtelent, egy másik bírálója (konzulense, Molnár Attila) jelest adott a dolgozatra. A vitát végül egy harmadik opponens felkérésével rendezték, aki négyesre értékelte a munkát.

### Plágiumvád a szociológia szakdolgozattal kapcsolatban

Azonosított szöveghelyek Semjén Zsolt 1992-es 51 oldalas szociológiai szakdolgozatának második kiadásában

November 26-án a Hvg.hu újabb cikket közölt, mely szerint a szakdolgozat második kiadásából (melynek elkészítését valószínűsíthetően egyik bírálójának elégtelen osztályzata tette szükségessé) 12-13 oldal lényegében szó szerint megegyezik Molnár Attila Károlynak, Semjén Zsolt egykori konzulensének a Valóság 1993. évi 5. számában megjelent „Új vallási jelenségek” című cikkével, A Hvg.hu november 29-i cikke szerint pedig további 2-3 oldal az 1992-ben született „A vallás és politika napjainkban” című tanulmányból tartalmaz szövegazonos részeket, mely a Feljegyzések a Kaotikus Fegyházból című kötetben jelent meg 1999-ben a Kairosz Kiadónál.
A nol.hu 2013. január 16-i cikkében belső dokumentumokra és egyetemi információkra hivatkozva megírta, hogy Molnár Attila 1991-ben összeállított egy vallásszociológiai jegyzetet, mely főként külföldi, idegen nyelvű, Magyarországon jórészt azóta is hozzáférhetetlen szakirodalmi szövegrészletek fordításait, a szerző külföldi egyetemeken folytatott vallásszociológiai kutatásainak eredményeit, kinti előadások és viták kivonatát tartalmazta. Ez a jegyzet azonban kéziratban maradt, sosem jelent meg, de Molnár a tanítványainak már a megírás idején is készített belőle szemelvényeket. Ezekhez a részletekhez Semjén Zsoltnak is volt hozzáférése, mivel részt vett Molnár vallásszociológia speciális kollégiumán.
A nol.hu megjegyzi továbbá, hogy a Semjén Zsolt dolgozatában és Molnár Attila tanulmányában az átfedő szövegrészek olyan forrásmunkákon alapulnak, amelyekhez Semjén közvetlenül semmilyen módon nem juthatott el, mivel ezek magyar könyvtárakban még idegen nyelven sem találhatók meg.

### Vita a teológialaureatusfokozat vallástudományi PhD fokozattá minősítésével kapcsolatban
A plágiumügy oldalvizén felmerült, hogy vajon szabályos volt-e a teológiából kapott laureatus fokozat vallástudományi PhD fokozattá való 1997-es átminősítése.
2012. november 19-én egy cikk jelent meg a Népszava Online-on. Ebben arról írtak, hogy Semjén teológiai tanulmányainak idején a Pázmány Péter Hittudományi Akadémia nem rendelkezett állami akkreditációval, államilag elismert tudományos fokozat kiadására sem volt jogosultsága. Az ott szerzett laureatus címeket az 1993-as felsőoktatási törvény alapján 1997-ig lehetett egyéni kérelemre PhD-fokozattá átminősíttetni. Semjén 1991-es dolgozattal megszerzett doktorátusát a határidő lejárta előtt nem sokkal, 1997 decemberében minősítették át.
A Népszava szerint kérdéses, hogy Erdő Péternek, a Pázmány Péter Hittudományi Akadémia akkor dékánjának volt-e jogosultsága a teológia szakon szerzett laureatus fokozatot vallástudományi PhD fokozattá minősíteni, megjegyezve, hogy a teológia és a vallástudomány két külön szakterület.
Szuromi Szabolcs, a PPKE rektora a válasznyilatkozata szerint az átminősítést egy nemzetközi szakértői bizottság végezte egyedi eljárásban, az nem automatikus, vagy Erdő Péter egyszemélyi döntése volt, így az átminősítés minden tekintetben megfelelt a hatályos egyházi és állami előírásoknak. Az átminősítéssel kapcsolatban megjegyezte, hogy mivel „hittudományi tudományág” nem szerepelt az akkori magyar tudományági felsorolásban, ezért a Magyar Akkreditációs Bizottság (MAB) vallástudományi doktori képzés nélkül is „vallástudományi doktori programként” ismerte el a hittudományi képzést.
2012. november 28-án Szántó Tibor, a Magyar Felsőoktatási Akkreditációs Bizottság főtitkára a HVG-hez eljuttatott levelében elmondta, hogy Semjén Zsolt teológiai doktori címének átminősítését 1997-ben nem a MAB végezte, hanem a Pázmány Péter Katolikus Egyetem állapította meg annak PhD fokozattal való egyenértékűségét. A MAB 1997-ben – nemzetközi szakértők bevonásával – 29 személy teológiai doktori címének PhD fokozattal való egyenértékűségét állapította meg, köztük Erdő Péterét és Bolberitz Pálét is. Ezen kívül még 109 esetben (így Semjén Zsolt és Jelenits István esetében is) az érintett felsőoktatási intézmények állapították meg az egyenértékűséget.
December 22-én a Népszabadság azt írta, hogy a PPKE nem a szabályoknak megfelelően járt el, amikor a doktori szabályzatnak megfelelő tudományos munka és publikációs mennyiség, valamint nyelvtudás nélkül végezte el az átminősítést (Semjén csupán egy angol nyelvű középfokú nyelvvizsgával rendelkezett). Szuromi Szabolcs ezeket a vádakat is visszautasította. Utalva 2012. november 20-iki közleményére kijelentette: az átminősítést egy MAB által jóváhagyott, nemzetközileg is kiemelkedő elismertségű, ám meg nem nevezett tagokból álló szakmai bizottság végezte. Mivel a katolikus teológia mint tudomány művelésén nem kérhető számon semmilyen más humán vagy reáltudomány területén alkalmazott kritérium, eszköz vagy forma, és a nemzetközi szakértő bizottság elegendőnek találta a politikus tudományos munkásságát, így itt nem lehet szabálytalanságról beszélni. Egy második nyelv teológiai szempontból megfelelő ismeretét a nemzetközi bizottság számára államilag elismert nyelvvizsga nélkül is igazolta az egyetemi diplomához szükséges egyetemi latin és héber nyelv, valamint az ezeken a nyelveken való biblikus exegézis keretébe tartozó főtárgyak teljesítése, továbbá hogy a korábbi sikeres doktori védésben feladatként szerepelt egy ismeretlen latin nyelvű szöveg olvasása, fordítása és elemzése. A Népszabadság fenntartotta állításait, a rektor válaszát pedig semmitmondónak értékelte.

## A magyar tudományos világ reakciója

### A PPKE válasza
Az egyetem rektori irodája közleményben jelezte, hogy nem látják indokoltnak vizsgálat indítását Semjén a teológia disszertációját érintő plágiumvádakkal kapcsolatban. Később Szuromi Szabolcs rektor közleményeket adott ki az ügyről, amelyekben azonban a plágiummal nem foglalkozott, csupán az átminősítés körülményeivel.

### Az ELTE vizsgálata
A gyanúval kapcsolatosan 2012. november 23-án Tausz Katalin, az ELTE Társadalomtudományi Karának dékánja a Népszabadsághoz eljuttatott közleményében indokolatlannak minősítette bármilyen vizsgálat lefolytatását Semjén Zsolt szakdolgozatával kapcsolatban. November 29-én azonban mégis megkezdődött a vizsgálat. Sem a bizottság névsorát, sem a december 7-én elkészült jelentését nem hozták nyilvánosságra. Tausz Katalin azonban sajtótájékoztatón ismertette, hogy a jelentés szerint is megállapítható a jelentős szövegazonosság és ezért kimondható, hogy Semjén Zsolt súlyos szakmai-etikai vétséget követett el. Ugyanakkor Tausz szerint sem az ELTE 1992-es tanulmányi és vizsgaszabályzata, sem az 1992-es, sem a 2012-es magyar törvények nem adnak lehetőséget, hogy bármilyen hivatalos eljárás induljon a megalapozatlanul kiállított egyetemi oklevél ügyében, így eljárásrend hiányában az egyetem részéről semmilyen következménye nincs az ügynek.

### Molnár Attila Károly
November 29-én Molnár Attila Károly írásban nyilatkozott, hogy sosem vette át egyik diákjának sem a szövegét.
Az ELTE vizsgálatát követően, december 7-én Molnár újabb nyilatkozatot tett közzé, miszerint a Semjén védését lebonyolító bizottság nem juttatta el hozzá bírálatra a dolgozat második, javított kiadását.

### Jobbágyi Gábor
Jobbágyi Gábor jogász, a PPKE egyetemi tanára szerint az ELTE-s szakdolgozat esetében nem lehet plágiumról beszélni, mert Molnár Attila Károly művei később jelentek meg, a szakdolgozatot pedig a szerzői jog védi. Ráadásul Molnár Attila Károly maga is tagja volt az államvizsga-bizottságnak, és jelesre értékelte a művet. Az ELTE szerinte abban is hibázott, hogy nem küldött határozatot az érintettnek a vizsgálat után.

### Az ELTE tanárai
Az ELTE TÁTK 12 professzora 2012. december 11-én közleményben szólította fel Semjén Zsoltot és Molnár Attila Károlyt az ügy tisztázására, különben a szakdolgozatot érvénytelennek tekintik.
Bárki is követte el ezt a vétséget – a szakdolgozó, a konzulens, vagy mindketten együtt –, az ügy sérti az oktatás és a tudományos kutatás erkölcsi alapjait. Az ilyen vétség nem évül el, és erkölcsi megítélése nem igényel külön szabályozást. (...) Meggyőződésünk, hogy az ügy nem tekinthető mindaddig lezártnak, amíg a két szereplő nem tisztázza nyilvánosan a felelősség kérdését. Ameddig ez nem történik meg, a professzorok szakmai szempontból a szakdolgozatot nem tekintik érvényes munkának.

### Összefoglalás
| Vád                              | Állítás, kérdés | Sajtóorgánum    | Dátum              | Válasz | Dátum              |
| Plágium                          | Semjén Zsolt 1991-es, a Pázmány Péter Hittudományi Akadémián (PPKE-HTK) megvédett teológiai témájú laureatus disszertációja jelentős mennyiségű szövegazonos átvételt, illetve szó szerinti fordítást tartalmaz korábban megjelent művekből, nem megfelelően idézve azokat. | Hvg.hu          | 2012. november 18. | Nem ismert, mivel a PPKE nem indított vizsgálatot |                    |
| Többszörös közlés                | Jelentős átfedések mutatkoznak (32-33 oldal a 46 oldalból) Semjén Zsolt 1992-es, az Eötvös Loránd Tudományegyetem (ELTE) Szociológia Tanszékére beadott szakdolgozata és a laureatus disszertáció között. | Hvg.hu          | 2012. november 19. | Nem ismert, mivel az ELTE vizsgálata nem tért ki erre a kérdésre |                    |
| Plágium                          | Semjén szociológiai szakdolgozatának második, javított kiadása tartalmaz olyan szövegrészleteket, melyek teológiai disszertációjában még helyesen idézett, de a szociológiai munkában már nem hivatkozott, például részleteket Előd István és Vanyó László katolikus teológusok műveiből, valamint egy táblázatot Lothar Gassmann német evangélikus teológus egy írásából.            | Hvg.hu          | 2012. november 19. | Nem ismert, mivel az ELTE vizsgálata nem tért ki erre a kérdésre |                    |
| Plágium / Etikai vétség          | Semjén szociológia szakdolgozatának második, javított kiadásában szereplő új (12-13 oldalnyi) szöveg jelentős egyezést mutat egykori konzulense, Molnár Attila Károly később, a Valóság című folyóiratban publikált munkájával. | Hvg.hu          | 2012. november 26. | Részben megválaszolva: Az ELTE vizsgálata szerint az állítás megállja a helyét – Molnár szerepére a vizsgálat nem tért ki                                                                                           | 2012. december 7.  |
| Plágium / Etikai vétség          | Semjén szociológia szakdolgozatának második, javított kiadásában szereplő új szövegben Molnár A vallás és politika napjainkban című, 1992-re datált művéből is szerepelnek részletek. | Hvg.hu          | 2012. november 29. | Részben megválaszolva: Az ELTE vizsgálata szerint az állítás megállja a helyét – Molnár szerepére a vizsgálat nem tért ki                                                                                           | 2012. december 7.  |
| Lehetséges eljárásügyi mulasztás | Annak kérdése, hogy a vizsgaszabályzat 1992-ben megengedte-e a szakdolgozatok újraírását vagy azok kiegészítését azt követően, hogy arra az egyik bíráló elégtelen osztályzatot adott. A legtöbb egyetemen a dolgozat ilyen fajta kiegészítésére nincs lehetőség: a harmadik bíráló ugyanazt a dolgozatot kapja meg véleményezésre, mely alapján az első két bírálat is megszületett. | Hvg.hu          | 2012. december 14. | Nem ismert, mivel az ELTE vizsgálata nem tért ki erre a kérdésre |                    |
| Lehetséges eljárásügyi mulasztás | Erdő Péternek, a PPKA akkor dékánjának volt-e jogosultsága átminősíteni Semjén laureatus fokozatát PhD fokozattá? | Népszava Online | 2012. november 19. | Szuromi Szabolcs (a PPKE rektora): Az átminősítést egy nemzetközi szakértői bizottság végezte, így az átminősítési eljárás minden tekintetben megfelelt a hatályos egyházi és állami előírásoknak.                  | 2012. november 20. |
| Lehetséges eljárásügyi mulasztás | Milyen alapon volt lehetséges a teológia szakon szerzett laureatus fokozatot vallástudományi PhD fokozattá minősíteni, tekintve, hogy a teológia és a vallástudomány két külön szakterület. | Népszava Online | 2012. november 19. | Szuromi Szabolcs (a PPKE rektora): Mivel „hittudományi tudományág” nem szerepelt a hazai tudományági felsorolásban, ezért a MAB „vallástudományi doktori programként” ismerte el a hittudományi képzést.            | 2012. november 20. |
| Lehetséges eljárásügyi mulasztás | Semjén teológiai disszertációja nem tartalmaz önálló kutatásokat és új tudományos eredményeket, mint azt a PhD szabályzat megkívánja, továbbá a forrásul használt (többször hivatkozás nélkül idézett) munkák nagyrészt nem a tudományos, hanem az ismeretterjesztő irodalom kategóriájába tartoznak.                                                                                 | Népszabadság    | 2012. december 22. | Szuromi Szabolcs (a PPKE rektora): Nem alkalmazhatók a humán vagy reál tudományok tudományossági kritériumai a teológiára. A nemzetközi szakértő bizottság megfelelőnek találta az elé tárt tudományos munkásságot. | 2012. december 23. |
| Lehetséges eljárásügyi mulasztás | Mivel Semjén nem hittudományi, hanem vallástudományi (bölcsész) PhD-fokozatot kapott, az átminősítésénél a teológiai tudományok művelésére vonatkozó speciális előírások nem mérvadók. | Népszabadság    | 2013. január 4.    | Nem ismert |                    |
| Lehetséges eljárásügyi mulasztás | Semjén nem rendelkezik dokumentált tudományos munkássággal, mely ugyancsak a PhD fokozat megszerzésének feltétele | Népszabadság    | 2012. december 22. | Szuromi Szabolcs (a PPKE rektora): Nem alkalmazhatók a humán vagy reál tudományok tudományossági kritériumai a teológiára. A nemzetközi szakértő bizottság megfelelőnek találta az elé tárt tudományos munkásságot. | 2012. december 23. |
| Lehetséges eljárásügyi mulasztás | Semjén nem rendelkezik nyelvvizsgával két idegen nyelvből, mint azt a PhD szabályzat megkívánja. | Népszabadság    | 2012. december 22. | Szuromi Szabolcs (a PPKE rektora): A nemzetközi szakértő bizottság szerint a második nyelv megfelelő ismeretét az egyetemi tárgyak elvégzése és a doktori védés igazolja.                                           | 2012. december 23. |

## Politikai reakciók

### Semjén Zsolt
Semjén Zsolt a plágiumgyanúval kapcsolatban a botrány kirobbanásakor azt nyilatkozta, hogy az „teljes képtelenség, maga a feltételezés is meghökkentő!”
December 8-án azután – válaszul az ELTE vizsgálóbizottságának jelentésére – sajtótájékoztatót tartott, ahol azt állította, hogy 1992-ben jóhiszeműen, az ELTE oktatóinak iránymutatása szerint járt el, és visszautasította az erkölcsi vádakat.

### Kormánypárti politikusok
A kormány politikai provokációnak és hamisnak ítélte a vádat, és nyilvánosan elérhetővé tette a dolgozatokat.
A PPKE-n megvédett laureatus disszertációval kapcsolatban november 18-án az ATV Szabad szemmel című műsorában Hoffman Rózsa oktatásügyi államtitkár azt nyilatkozta, hogy szerinte a Semjén Zsoltot ért vádak hamisak, s egy politikai játszma részét képezik. Hoffmann szerint a plágiumügyet az arra illetékesek, az „arra hivatalos vagy hivatott emberek” nyilvánvalóan ki fogják vizsgálni. (A PPKE máig nem indított vizsgálatot az ügyben.) Arra a kérdésre, hogy a KDNP-ben – keresztény értékrenden alapuló párt lévén – nagyobb-e a morális követelmény a plágiummal kapcsolatban, az államtitkár egyértelmű igennel válaszolt.
November 19-én a Pálffy István kereszténydemokrata politikus parlamenti felszólalásában azt mondta, hogy úgy érzi, összehangolt támadás indult a katolikusok, és általában a keresztények ellen, erre példa a hvg.hu Semjén laureatus disszertációjával kapcsolatos cikke is. A KDNP-s Rétvári Bence szerint is a kereszténység elleni támadás a Semjén Zsolttal szemben megfogalmazott plágiumvád.
December 11-én, az ELTE vizsgálatának eredményére válaszul Rubovszky György KDNP-s országgyűlési képviselő az ATV-nek úgy nyilatkozott, hogy véleménye szerint Semjén nem plagizálhatott Molnártól, hiszen Semjén disszertációja egy évvel korábban jelent meg, mint Molnár munkája. Rubovszky szerint Semjénnek "látomása volt", és az ELTE „egyszerűen bohócot csinál magából”. Rubovszky nézete szerint Semjén védésekor Molnárnak észre kellett volna vennie a két dolgozat közötti egyezést. Megjegyezte: „A szerzői jog szerint annak van előnye, aki először a nyilvánosság elé lépett, nem annak, aki kitalálta”. A plágiumvádra reagálva Rubovszky azt nyilatkozta, hogy „az egész egy rettenetesen gusztustalan, rosszul sikerült támadás a miniszterelnök-helyettes ellen”, s úgy vélte, hogy „az egyetem megalapozatlanul sérti és támadja Semjén Zsoltot”.

### Ellenzéki pártok
Dúró Dóra, a Jobbik szóvivője szerint Semjén „nem maradhat a hivatalában, ha valóban tisztességtelen módon járt el a diplomaszerzése esetében”.
A Lehet Más a Politika (LMP) lemondásra szólította fel a miniszterelnök-helyettest.

## Lásd még
- Schmitt Pál plágiumügye
- Gyurcsány Ferenc